# 巴彦花镇 (阿鲁科尔沁旗)
巴彦花镇，是中华人民共和国内蒙古自治区赤峰市阿鲁科尔沁旗下辖的一个乡镇级行政单位。

## 行政区划
巴彦花镇下辖以下地区：
五一村、胜利村、白嘎力村、乌兰苏木村、沙日哈达村、巴彦敖包村、哈日哈达村、东古井子村、西古井子村、王爷伙房村、道伦百姓村、于家粉房村、东沟四村、东沙布尔台村、靠山村、宝山村、代白乌苏村、莫如格其格村、巴彦花村、西沙布尔台村、姚家段村和包勒格村。